# Sakura Thank You
«Sakura Thank You» (さくらサンキュー Sakura Sankyū?) es un sencillo interpretado por el grupo japonés Idoling!!!. Alcanzó el número 2 en la gráfico semanal de Tower Records, número 2 en la M-ON! Countdown 100, número 4 en la Music Station Power Ranking, y número 3 en la Oricon Weekly Chart.

## Posiciones en listas
| Lista                               | Posición |
| ----------------------------------- | -------- |
| Japón (Tower Records)               | 2        |
| Japón (M-ON! Countdown 100)         | 2        |
| Japón (Music Station Power Ranking) | 4        |
| Japón (Oricon Weekly Chart)         | 3        |